# Hotel Duo

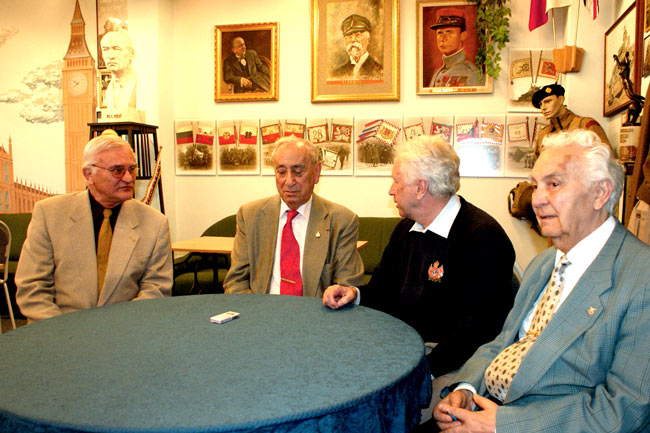
Rozhovor v Leteckém klubu Hotelu Duo s Janem Horalem (druhý zleva) o jeho životě, ale především o československých letcích RAF

Hotel Duo je čtyřhvězdičkový hotel v Praze na Střížkově. Se svými 654 pokoji je jedním z největších hotelů v České republice.

## Historie
Budova vznikla v sedmdesátých letech jako ubytovna Pražských stavebních podniků. Zdevastovanou ubytovnu koupil na počátku 90. let Pavel Hoffmann (slovenský ekonom, který ve vládě Mariana Čalfy řídil ministerstvo pro strategické plánování) a jeho dva kolegové. Pavel Hoffmann se svými kolegy neměli však kapitál na provoz a nejnutnější úpravy. Oslovili proto Hoffmannova bratrance Jana Horala, zda se nechce stát tichým společníkem tak, že by odkoupil za hotové 40 % podílu. Jan Horal se posléze stal tichým společníkem a jako vklad poskytl 5 milionů německých marek.

## Čtyřhvězdičkový hotel
Aby podnik nezbankrotoval, musel ho Jan Horal později sám převzít. Zařídil nutný kapitál přes investiční společnost, společníky vykoupil a budovu převzal do svých rukou. Ubytovnu uvážlivě přestavěl na hotel. Hotel byl otevřen v roce 1994, zařadil se mezi čtyřhvězdičkové hotely v Praze a stal se jedním z největších hotelů v České republice.

### Letecký klub
V roce 2004 Jan Horal založil v Hotelu Duo tzv. Letecký klub, jehož cílem bylo upozorňovat na činnost československých pilotů RAF. Jan Horal projevil velký zájem, aby se expozice doplňovala. Zakoupil spoustu artefaktů z druhé světové války, modelů a fotografií, které zde byly vystaveny. Zřízení klubu, ale i mnohé další aktivity kolem zahraničních letců byly financovány převážně Janem Horalem, který válečné veterány z nejrůznějších zemí zval, organizoval setkání, ubytovával a hostil je ve svém hotelu. K těm, kterým Jan Horal také intenzivně pomáhal, patřili i Guinea Pigs, v Hotelu Duo bývali stálými hosty. V roce 2019 skončila smlouva na pronájem místnosti v Hotelu Duo, ve které byl Letecký klub vybudován. Expozice byly přemístěny do nově vzniklého Muzea Merkur-Korea v Bezděkově u Žatce.

### Další akce
Dne 25. září 2004 se v hotelu konalo setkání tvůrců filmu Nebeští jezdci. Jan Horal akci sponzoroval. Akce navazovala na výstavu Nebeští jezdci zahájenou v Národním muzeu v Praze.
V roce 2006 se hotel stal místem pracovního jednání 20. zasedání evropské sekce Světové federace válečných veteránů.

## Současnost
Po smrti Jana Horala hotel vlastní jeho tři děti, které pokračují v jeho vizi poskytování pohostinských služeb.
Hotel byl etapově rekonstruován, poslední rekonstrukce byla ukončena v březnu 2020.
Hotel Duo je partnerem mezinárodního projektu proti totalitě Mene Tekel, se spoluprací započal Jan Horal. V hotelu byli v roce 2020 ubytováni prestižní hosté XIV. ročníku mezinárodního festivalu proti totalitě, zlu a násilí, pro paměť národa Mene Tekel.
V hotelu se od roku 2007 koná výroční zasedání Terezínské iniciativy. Jan Horal několik let umožnil konání zasedání v prostorách Hotelu Duo zdarma.